# Edward Steere
Edward Steere (1828 - 26 août 1882) est un évêque colonial anglican anglais du XIXe siècle.

## Biographie
Steere fait ses études à l'Université de Londres et est ordonné en 1850. Après avoir été vicaire anglican (en) dans le Devon et le Lincolnshire, il rejoint William Tozer (en) (évêque en Afrique centrale) lors d'une mission au Nyassaland en 1863. Il est nommé évêque en Afrique centrale en 1874 et meurt le 26 août 1882.
Steere passe plusieurs périodes à Zanzibar, de 1864 à 1868, de 1872 à 1874 et de 1877 à 1882. En 1873, il pose la première pierre de Christ Church de Zanzibar (en) à Stone Town, en actuelle Tanzanie. La cathédrale est basée sur sa vision : son toit en béton en forme de voûte en berceau est l'idée de Steere. Il travaille également avec David Livingstone pour abolir l’esclavage à Zanzibar. Il est enterré derrière l'autel de l'église. Les assistants de David Livingstone, James Chuma et Abdullah Susi (en), font partie d'une expédition dirigée par Steere. Chuma est le capitaine de l'expédition et les deux hommes servent d'interprètes.

## Œuvre
Steere est un linguiste reconnu et a publié des ouvrages sur plusieurs langues et dialectes d'Afrique de l'Est, notamment le Shambala, le Yao, le Nyamwezi et le Makonde, langues bantoues. Mais il est surtout connu pour son travail sur le swahili, publiant un Manuel de swahili en 1870. Il traduit également ou révise la traduction en swahili d'une grande partie de la Bible.